# Nyéki Vörös Mátyás
Nyéki Vörös Mátyás (Győr, 1575 – 1654. április 1.) az első magyar barokk költő, kanonok.

## Élete
A költő Komárom megyei jobbágycsaládból származott. Tanulmányait jezsuita iskolában végezte. Később Nagyszombatban a papneveldében tanult. Pappá szentelésének dátumát nem ismerjük.
A 17. század első éveiben már a Prágában székelő magyar királyi kancellária alkalmazottja volt, Lépes Györggyel és Ferenczffy Lőrinccel is ekkor került kapcsolatba.
1611-ben győri kanonok lett, és Győrben töltötte élete hátralévő részét. Tevékenyen részt vett a káptalan ügyeinek intézésében, céltudatosan gyarapította annak vagyonát: megszerezte a soproni keresztes konvent jövedelmeit, 1636-ban pedig a pápóci prépostság vezetője lett. 1642-ben győri püspöki helynökké nevezték ki.

## Pályája
Alkotói pályáját Prágában, a kancelláriának és Rudolf császár mozgalmas szellemi életet élő udvarának környezetében kezdte. Győrben először Naprágyi Demeter és Balásfy Tamás révén egyelőre még késő reneszánsz, sztoikus szellemű írói kört talált, majd Lépes György püspöksége és a jezsuiták letelepedése után e szellemi környezet egyre inkább barokká alakult át. Ezt a fejlődési irányt követi Nyéki Vörös Mátyás termékeny költői munkássága is.
1620 előtti verseinek gyűjteményét Balassi Bálint és Rimay János istenes énekeihez csatoltan, ezek bécsi (Ferenczffy-féle) kiadásában tette közzé.

## Művei
Költeményeinek típusai: 
- Vallásos költemények, melyek a bűnbánó lélek lírai vívódását követik. Balassi reneszánsz és Rimay manierista stílusát folytató versek, melyeknek leggyakoribb versformája a Balassi-strófa.  Balassi 50. zsoltára mellé is ő készítette a többi hat bűnbánó zsoltár szép verses fordítását Pázmány Péter Imádságos könyvének függeléke számára.
- Sztoikus moralizáló versek, amelyekből néhány Mária-ének említhető meg.
- Elmélkedő, oktató versek, már a magyar barokk költészet darabjai. Jellemzőjük a terjedelmesség. Ilyenek például: Dialogus, azaz egy kárhozatra szállott gazdag test és léleknek siralommal teljes egymással való keserves panaszolkodó beszélgetések (Prága, 1623), Tintinnabulum, azaz a földi részeg szerencsének és dicsőségnek állhatatlan lakodalmában tombolók jóra intő csengettyűje (Pozsony, 1636) (Kolozsvár, 1672)
- Pécseli Király Imre, Miskolczi Csulyak István és Nyéki Vörös Mátyás versei; sajtó alá rend. Jenei Ferenc et al., dallamok összeáll. Papp Géza; Akadémiai, Bp., 1962 (Régi magyar költők tára, XVII. század)

## Költői stílusa
Nyéki Vörös barokk költői stílusát jelzik a hosszú verscímek is. Követi a kor divatját, az erőt, szenvedést, borzalmat, mozgalmasságot eleveníti meg. A művekre jellemző a nagy szó- és képgazdagság. Víziói már Zrínyi Miklós vízióit, látomásait előlegezik meg. Műveiben megjelenik a barokk halál- és ítéletszemlélete.